# Мошковские
Мошковские — шляхетский род неустановленного происхождения и княжеский род, относимый Ю. Вольфом к потомкам князей Полоцко-Витебских.

## История

### Князья Мошковские
Документальное происхождение рода неизвестно. Владели уделом с центром в селе Мошково в Оршанском повете. 
Первым известным представителем рода был упоминаемый в XV веке князь Фёдор Мошковский. По мнению польского генеалога Юзефа Вольфа, либо сам князь, либо его жена происходили из рода князей Друцких, которых он относил к потомкам князей Полоцко-Витебских. У него был единственный сын Михаил и две дочери. Михаил умер не позднее 1503 года, после чего его вдова и сёстры оспаривали владение поместьями покойного. По результатам судебного разбирательства король велел оставить поместье вдове, но в случае повторного брака сёстры Михаила имели право отобрать поместье, выплатив за него 400 коп грошей. 
Из дочерей Фёдора одна, Богдана в 1509 году упоминается как жена Ждана Яцковича. Позже она вышла замуж за Михаила, называемого из-за поместья жены в Комариче князем Комарицким. Сохранился акт от 1523 года, согласно которому Александр Иванович Ходкевич был обязан в случае войны предоставить двух лошадей княгине Комарицкой, находившейся на его попечении. После смерти мужа около 1533 года княгиня Богдана завещала тому же маршалу Ходкевичу 400 коп грошей своего приданого в имении Комарицком.
Другая дочь князя Михаила Фёдоровича Мошковского, Анна, после 1509 года стала женой князя Михаила Ивановича Жижемского (умер около 1530). Овдовев, в 1533 году она передала виленскому воеводе Альбрехту Гаштольду половину своего имения в Комариче. Вторая половина, а также все имения, доставшиеся ей от мужа, она завещала тому же Гаштольду.
С умножением знатных гробниц в Печерскую обитель поступали и в ней умножались приношения за упокой усопших не только денежные, но и в виде земельных угодий. В этом удостоверяют хранившиеся в ней и поименованные в реестре 1554 года привилеи, в том числе, и князя Ивана Федоровича Мошковского.
В середине XVI века Мошковский удел перешёл к князю Андрею Ивановичу Друцкому-Озерецкому.

### Шляхтичи Мошковские

Герб шляхтичей Мошковских (Моржковских)

В конце XIV века Мошковские получили грамоту князя Владимира Ольгердовича на владение землями. Затем, в 1521 году король Сигизмунд I, подтверждая эту грамоту, указывал, что земля между Жеревом и Ушой принадлежит земянам Мошковским.
Известна грамота короля Сигизмунда II Августа от 30 августа 1544 года, в которой король требовал от овручского старосты Криштофа Кмитича не принуждать земян Мошковских и Ущаповских исполнять различные повинности.

## Генеалогия

### Князья Мошковские
- Фёдор, князь Мошковский в XV веке[1][2].
  - Михаил Фёдорович (умер до 1503), князь Мошковский[1][2].
  - Богдана Фёдоровна Мошковская; 1-й муж: Ждан Яцкович (умер после 1509); 2-й муж: Михаил, князь Комарицкий[1][2].
  - Анна Фёдоровна Мошковская; муж: князь Михаил Иванович Жижемский (умер около 1530)[1][2].